# Stephan Stolz
Stephan A. Stolz (* 5. November 1954) ist ein deutscher Mathematiker, der sich mit geometrischer Topologie und Differentialgeometrie befasst.

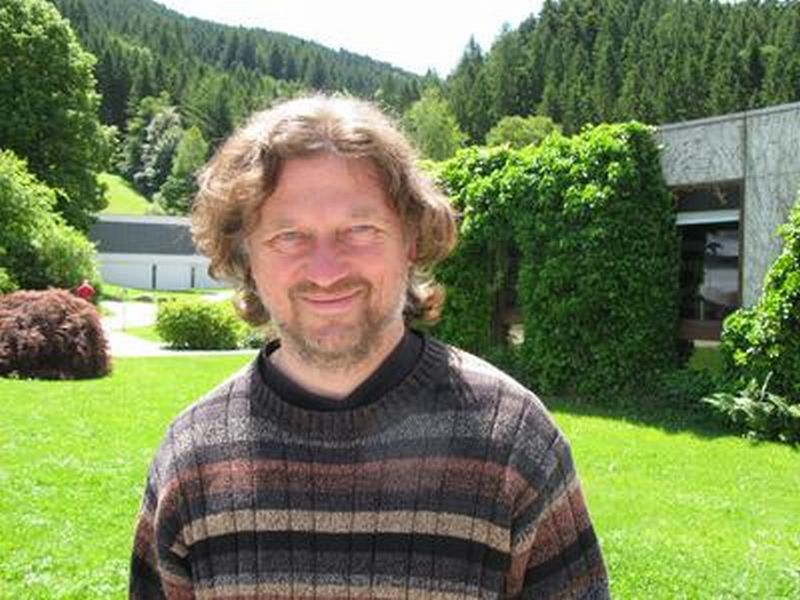
Stephan Stolz, Oberwolfach 2009

## Leben
Stolz studierte an der Universität Bielefeld (Vordiplom 1975) und der Universität Bonn Mathematik mit dem Diplom-Abschluss 1979 (Beziehungen zwischen Transfer und J-Homomorphismus) und wurde 1984 an der Johannes-Gutenberg-Universität Mainz bei Matthias Kreck promoviert (Untersuchung hochzusammenhängender Mannigfaltigkeiten und ihrer Ränder). Er ist Professor an der University of Notre Dame.
1995 führte er mit Jonathan Rosenberg eine stabile Version der Vermutung von Gromov, Lawson und Rosenberg über die Existenz von Metriken mit positiver Skalarkrümmung ein. Er bewies 1992 die Gromov-Lawson-Vermutung für einfach zusammenhängende Mannigfaltigkeiten und weitere Spezialfälle der Vermutung.
Mit Peter Teichner arbeitet er über Anwendungen von supersymmetrischen und anderen Quantenfeldtheorien in der Topologie.
1994 war er Invited Speaker auf dem Internationalen Mathematikerkongress in Zürich (Positive scalar curvature metrics – existence and classification questions).

## Schriften
- mit Peter Teichner: Supersymmetric field theories and generalized cohomology. In: Hisham Sati, Urs Schreiber (Hrsg.): Mathematical foundations of quantum field theory and perturbative string theory, Proc. Sympos. Pure Math. 83, American Mathematical Society, 2011, S. 279–340, arxiv:1108.0189
- mit Peter Teichner: What is an elliptic object? In: Topology, Geometry and Quantum Field Theory, Cambridge University Press, 2004, S. 247–343.
- mit Jonathan Rosenberg: Manifolds of positive scalar curvature. In: G.E. Carlsson, R.L. Cohen, W.-C. Hsiang, J.D.S. Jones (Hrsg.): Algebraic topology and its applications. In: MSRI publications 27. Springer-Verlag, 1994, S. 241–267
- Simply connected manifolds of positive scalar curvature. In: Ann. of Math. (2) 136, 1992, no. 3, S. 511–540.
- mit Matthias Kreck: Some homeomorphic but not diffeomorphic homogeneous 7-manifolds with positive sectional curvature. In: J. of Diff. Geometry, Band 33, 1991, S. 465–486
- mit Matthias Kreck: Non-connected moduli spaces of positive sectional curvature metrics. In: Jour. of Amer. Math. Soc., Band 6, 1994, S. 825–850, 1993
- mit Matthias Kreck: HP 2-bundles and elliptic homology. In: Acta Mathematica, Band 171, 1993, S. 231–261
- mit William Dwyer, Thomas Schick: Remarks on a conjecture of Gromov and Lawson. In: Farrell, Wolfgang Lück (Hrsg.): High-dimensional manifold topology (Proceedings of the school held in Trieste, May 21 – June 8, 2001). World Scientific, 2003, S. 159–176, arxiv:math/0208011